# Stenellipsis strandi
Stenellipsis strandi là một loài bọ cánh cứng trong họ Cerambycidae.